# Pet Sematary (singolo)
Pet Sematary è un singolo del gruppo punk Ramones, estratto dall'album Brain Drain del 1989. Ha raggiunto la posizione numero 4 nella Billboard Modern Rock Tracks.
È stato creato per la colonna sonora del film Cimitero vivente, per cui ricevette una candidatura ai Razzie Award 1989 come "Peggior canzone originale".

## Storia
La canzone, scritta da Dee Dee Ramone e Daniel Rey, racconta direttamente alcuni passaggi del film.

## Video
Nel videoclip, ambientato nel cimitero di Sleepy Hollow, la band canta all'interno di una fossa cimiteriale.
Giocarono sul fatto di esser presenti come band viva e vegeta all'interno del cimitero e di essere come fantasmi nell'alternarsi delle scene precedenti: infatti in quel periodo la band era data per spacciata con l'avvento della sbandata rap del bassista, Dee Dee Ramone.

## Formazione
- Joey Ramone - voce
- Johnny Ramone - chitarra
- Dee Dee Ramone - basso
- Marky Ramone - batteria